# Abbazia di Santa Maria Assunta (Monteveglio)
L'abbazia di Santa Maria Assunta o abbazia di Monteveglio è un luogo di culto sito a Monteveglio, eretto su volere di Matilde di Canossa in segno di ringraziamento per la vittoria avuta sull'imperatore Enrico IV.

## Storia
L'abbazia, in stile romanico, è stata costruita adiacente a una chiesa preesistente del V secolo. Nel 1455, venne affidata ai Canonici Lateranensi di San Giovanni in Monte di Bologna, sostituendosi al precedente ordine religioso presente: i Canonici Regolari di San Frediano di Lucca. L'abbazia ora è tenuta dai francescani dell'ordine dei Fratelli di San Francesco.

## L'interno
La chiesa presenta un presbiterio, che si erge sopra alla cripta, ed è a tre navate. L'acquasantiera, posta nella navata di destra, è di epoca longobarda e, nella navata centrale, per accedere al presbiterio, è stata costruita una scala in stile barocco. L'altare ha, come basamento, cinque colonne ed è stato realizzato in marmo rosso di Verona. Ai lati del presbiterio vi è una struttura lignea in noce, per ospitare il coro.

### La cripta
Nella cripta è presente una pietra tombale posta al centro. L'area è suddivisa in quattro campate di colonne e pilastri con tre altari posti nei tre absidi.